# Alfred Blaschko
Alfred Blaschko (geboren am 3. März 1858 in Freienwalde; gestorben am 26. März 1922 in Berlin) war ein deutscher Mediziner, der sich als Sozialhygieniker und Dermatovenerologe (Arzt für Haut- und Geschlechtskrankheiten) hauptsächlich der Bekämpfung der Geschlechtskrankheiten widmete.

## Leben
Blaschko, Sohn eines Freienwalder Arztes, studierte ab 1876 Medizin in Berlin. 1880 schloss er sein Studium mit der Promotion bei Hermann Munk und einer Dissertation über das Sehzentrum bei Fröschen ab. Im Anschluss folgte bis 1883 eine chirurgische und internistische Ausbildung in Stettin am von dem Chirurgen Georg Wegner (1843–1917) geleiteten Städtischen Krankenhaus. 1883 ließ sich Blaschko dann in Berlin nieder, wo er Facharzt einer großen Krankenkasse wurde. Im Rahmen dieser Tätigkeit beschäftigte er sich als erster mit beruflich bedingten Hautkrankheiten.
Angeregt durch einen mehrwöchigen Arbeitsaufenthalt bei Moritz Kaposi in einer Wiener Hautklinik widmete sich Blaschko der Erforschung von Gewerbedermatosen und berichtete z. B. 1886 über den Nachweis von Silber in der Haut von Metallarbeitern. 1888 habilitierte er sich im Fach Dermatologie. Seit 1892 beschäftigte sich Blaschko ausführlich mit Geschlechtskrankheiten. Er wies als erster auf die Paraffinembolie der Lunge nach Quecksilberinjektionen hin, mit der bis dahin die Syphilis behandelt wurde. Ebenfalls setzte er sich für eine stationäre Behandlung der Geschlechtserkrankten anstatt der damals üblichen sittenpolizeilichen Überwachung ein. Aber auch mit anderen dermatologischen Erkrankungen, wie Kriegsmelanosen, Ichthyosen, Licht- und Radiumtherapie beschäftigt sich Blaschko. Trotz zu Lebzeiten anerkannter wissenschaftlicher Leistungen blieb Blaschko eine Professur wegen seiner jüdischen Herkunft und seines sozialistischen Engagements versagt.
Etwa seit 1890 widmete sich Blaschko mehr der Prophylaxe als der Behandlung der Geschlechtskrankheiten. Er engagierte sich für Verhütung und Aufklärung. 1895 setzte sich Blaschko intensiv mit der im Kreis Memel auftretenden Lepra auseinander und erreichte die Einrichtung eines Leprosoriums in Memel.
Dieses Engagement spiegelt Blaschkos soziale Einstellung wider, die er auch politisch als Mitglied der Sozialdemokratischen Partei Deutschlands vertrat. Blaschko war 1902 Mitbegründer der Deutschen Gesellschaft zur Bekämpfung von Geschlechtskrankheiten. Maßgeblich beteiligt war er später an der Einführung des Reichsgesetzes zur Bekämpfung der Geschlechtskrankheiten.
Anhand von 170 Fällen beschrieb Blaschko 1901 streifig angeordnete Dermatosen, die später nach ihm benannten Blaschko-Linien. Diese Linien korrelieren wahrscheinlich mit Wachstumslinien der Haut in der Embryogenese.
Im Jahr 1912 warnte Blaschko vor einer „venerischen Durchseuchung“ der Gesellschaft und rief zum Kampf gegen Geschlechtskrankheiten auf.

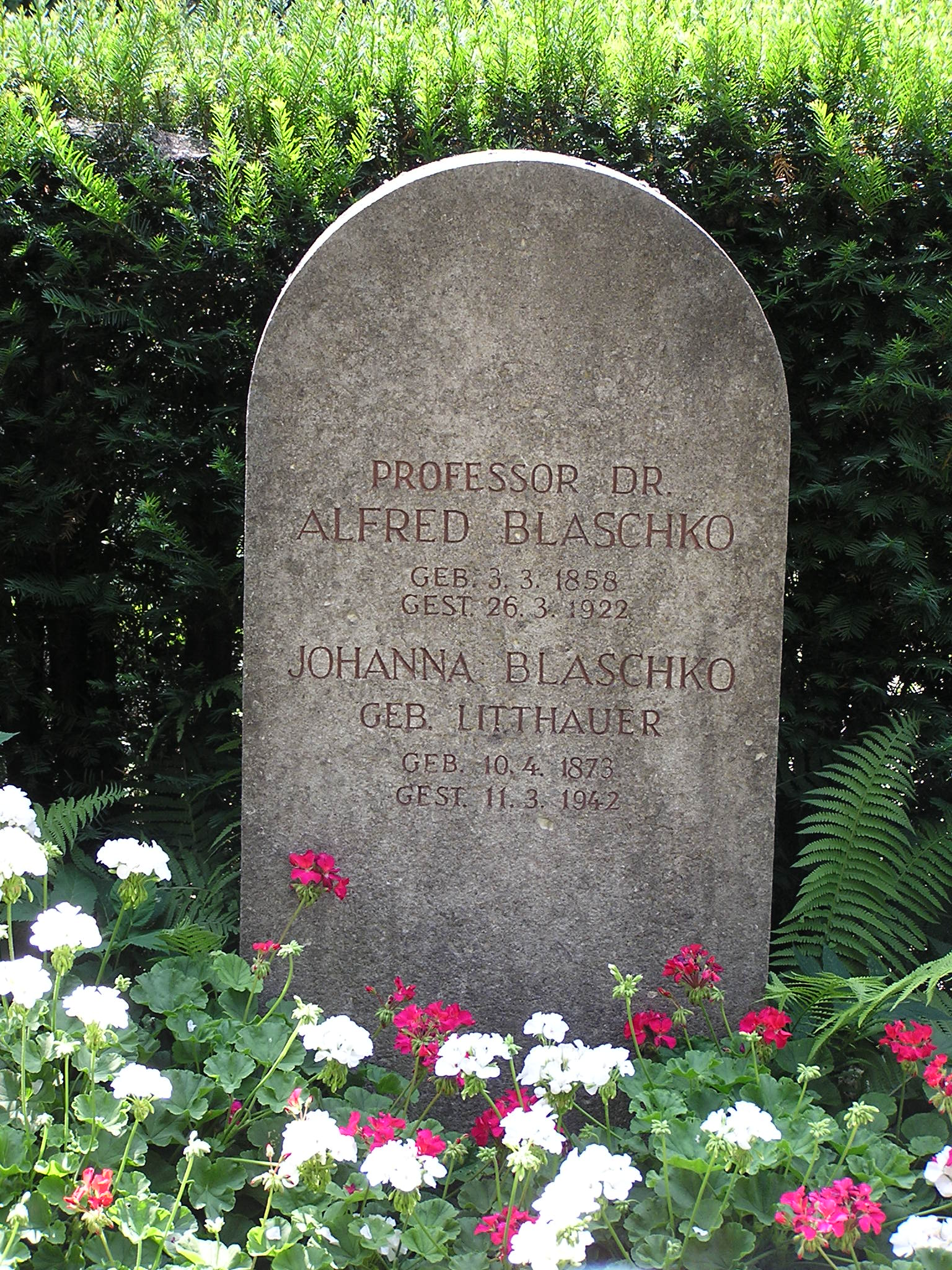
Grab Blaschkos auf dem Friedhof Grunewald

Blaschko wurde auf dem Friedhof Grunewald in der Abteilung V beigesetzt. Der deutsch-britische Biochemiker Hermann Blaschko war sein Sohn.

## Ehrungen
- Seit 1932 (mit Unterbrechung von 1934 bis 1947) trägt eine Straße in Berlin-Britz den Namen Blaschkoallee.
- Von 1987 bis 2011 war Blaschkos Grab ein Ehrengrab der Stadt Berlin.

## Schriften (Auswahl)
- Betrachtungen zur Architektonik der Oberhaut. Berlin 1887.
- Behandlung der Geschlechtskrankheiten in Krankenkassen und Krankenhäusern. Berlin 1890.
- Verbreitung der Syphilis in Berlin. Berlin 1892.
- Syphilis und Prostitution vom Standpunkt der öffentlichen Gesundheitspflege. Berlin 1893.
- Die Lepra im Kreise Memel. Berlin 1897.
- Hygiene der Prostitution und venerischen Krankheiten. Jena 1900.
- Die Nervenverteilung in der Haut in ihrer Beziehung zu den Erkrankungen der Haut. Wien 1901.